# Guanidiniumthiocyanat
Guanidiniumthiocyanat, auch Guanidinthiocyanat, ist das Thiocyanat-Salz des Guanidin.

## Verwendung
Als Chaotrop wird es zur Denaturierung von Proteinen eingesetzt.
Es findet Verwendung bei der Inaktivierung von Viren. Guanidiniumthiocyanat wird auch zur Lyse von Zellen und Virionen und bei DNA- und RNA-Isolation eingesetzt. Eine weitverbreitete Methode ist die Guanidiniumthiocyanat-Phenol-Chloroform-Extraktion.